# Gerdīk
Gerdīk (persiska: گِرديك) är en ort i Iran.   Den ligger i provinsen Västazarbaijan, i den nordvästra delen av landet, 600 km väster om huvudstaden Teheran. Gerdīk ligger 1 501 meter över havet och antalet invånare är 838.
Terrängen runt Gerdīk är varierad.Runt Gerdīk är det ganska tätbefolkat, med 129 invånare per kvadratkilometer. Närmaste större samhälle är Silvana, 20,0 km norr om Gerdīk. Trakten runt Gerdīk består i huvudsak av gräsmarker.